# KS Pogradeci
KS Pogradeci ist ein albanischer Fußballverein aus Pogradec, der aktuell in der dritthöchsten Liga spielt.

## Geschichte
Der Verein entstand 1932 unter dem Namen Klubi Sportiv Dragoj Pogradec. 
In der Saison 1936 spielte der Klub zum ersten Mal in Albaniens höchster Liga, die damals noch Kategoria e Parë hieß. Auch die Saison 1937 verblieb der Klub in der Kategoria e Parë, danach wurde der Ligabetrieb unterbrochen. 
1950 spielte der Klub als Spartaku Pogradec für ein Jahr wieder in der höchsten Spielklasse. 1952 gelang sogar der Ligaerhalt. 1953 folgte aber wieder der Abstieg. Die Saison 1964/65 und 1968 verbrachte der Klub – dieses Mal mit dem Namen Ylli i Kuq Pogradec (Roter Stern Pogradec) – wieder in der ersten Liga, landete aber jeweils auf dem letzten Platz.
Der größte Erfolg der Vereinsgeschichte war das Erreichen des Halbfinales des albanischen Fußballpokals in der Saison 1992/93. Seit der Saison 1991/92 spielte der Verein, jetzt mit dem Namen KS Pogradeci, wieder in der ersten Liga, stieg aber bereits 1993 wieder ab.
Eine weitere Saison verbrachte der Klub 2011/12 in der höchsten Liga Kategoria Superiore. 
In der Saison 2019/2020 gewann KS Pogradeci die Gruppe B, erreichte aber in der Meisterschaftsrunde der Gruppe B nur den zweiten Platz und unterlag gegen den Zweiten aus der Gruppe A, KS Besëlidhja Lezha, in den Play-offs. Zwei Jahre später stieg der Verein schließlich als Elftplatzierter in die drittklassige Kategoria e dytë ab.

## Stadion

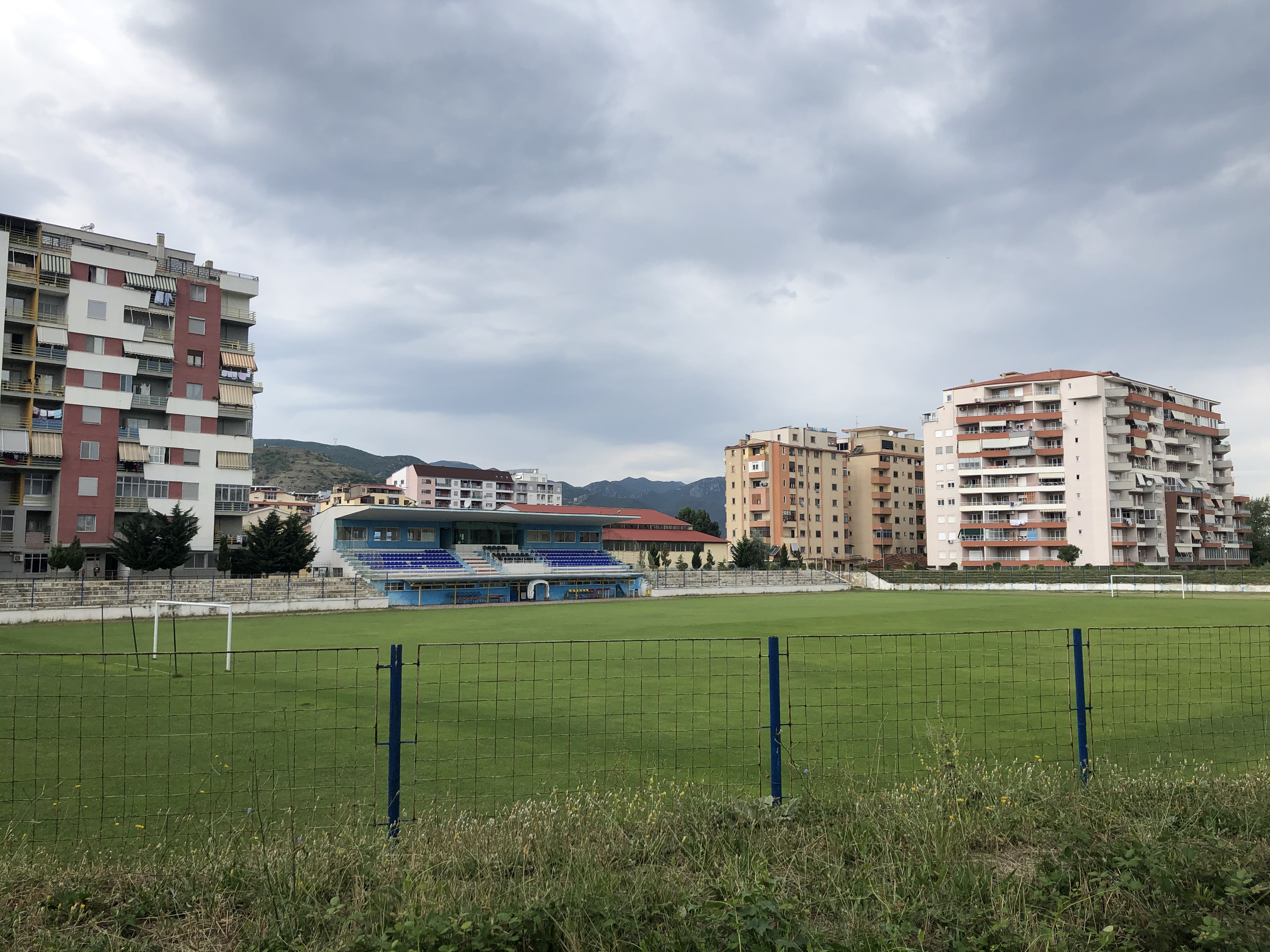
Das Stadion im Zentrum von Pogradec

Seine Heimspiele absolviert der Verein im Gjorgji-Kyçyku-Stadion, welches 8000 Zuschauern Platz bietet und mitten im Stadtzentrum liegt.